# Gábor Csupó
Gábor Csupó (ur. 29 września 1952 w Budapeszcie) – producent filmowy i animator.
Zaczynał w budapeszteńskim Pannónia Filmstúdió, później wyjechał do Sztokholmu, gdzie poznał Arlene Klasky, Amerykankę pracującą w Szwecji, z którą przeniósł się do Los Angeles. Tam w 1982 roku oficjalnie powstała wytwórnia Klasky Csupo, Inc., producent kreskówek: Duckman, Pełzaki, Prawdziwe potwory, Dzika rodzinka, Rocket Power, Słowami Ginger i All Grown Up!, a także ekranowego debiutu rodziny Simpsonów. Csupó wyreżyserował także film Most do Therabitii, wyprodukowany na potrzeby The Tracey Ullman Show (1989).